# Joanot Gual
Joanot Gual (Ciutat de Mallorca, s. XV-XVI), doctor en drets i advocat. Va ser advocat de l'instador Joan Crespí i dels elets de la Germania.
Joanot Gual era membre de l'estament dels cavallers. Va ser un enemic declarat del virrei Gurrea, contra el qual va perdre un procés l'any 1520. Gual és el millor exemple de la posició ambigua d'una part de les classes altes ciutadanes just en el moment de l'esclat de la Germania, cosa que en va facilitar molt el ràpid èxit. De fet, quan esclatà el moviment, el febrer de 1521, era l'assessor del batle i va contribuir a fer que Gurrea es trobàs sol davant l'acció dels menestrals de la ciutat.
Abans de les Germanies ja havia tengut un paper important en la política mallorquina. El 1502 va ser nomenat assessor del veguer de la Part Forana. El 1512 va ser un dels síndics dels ciutadans davant la cort del rei Ferran el Catòlic, quan aquest dictà una sentència arbitral que ordenava la realització d'una estimació de tots els béns de l'illa, per establir una base impositiva real i justa. El 1519 va ser procurador dels creditors censalistes de la Universitat de Mallorca.
El febrer de 1521, un cop iniciat el moviment popular agermanat, va ser elegit com a advocat assessor de la primera junta d'elets dels oficis. La seva actuació va ser important per aconseguir la destitució de Gurrea del seu càrrec de lloctinent pels agermanats. El nou lloctinent, Pere de Pacs, el va confirmar en el seu càrrec d'advocat assessor de l'instador i dels elets de la Germania. El nomenament de Joanot Gual, un home molt vinculat a l'oligarquia ciutadana, com a primer advocat del poble expressa l'hostilitat que havia suscitat Gurrea entre part dels estaments dominants, però alhora és indicatiu de la voluntat d'actuar dins la legalitat dels agermanats dirigits per Joan Crespí.
La constitució de la Tretzena, l'abril de 1521 i l'evidència del rebuig reial a les demandes dels agermanats, així com els excessos de l'estiu del 1521 (assalt al Castell de Bellver), forçaren un canvi clar de posicionament de Joanot Gual, que l'agost de 1521 sol·licità del governador que el revocàs del seu càrrec d'advocat del poble, sol·licitud que reiterà el setembre. A començament de 1522 ja s'adherí a una llista de gentilhomes que donaven diners en préstec per subvenir l'expedició contra la Germania i sostenir la resistència senyorial a Alcúdia.
Va fugir de l'illa amb el seu fill i prengué refugi a Alacant. La seva dona, la nora, dues netes i un net, amagats a la Seu hi varen morir de pesta. Després del desembarcament de l'estol reial i la derrota agermanada es posà al servei del seu antic enemic Gurrea i intervingué en la repressió de la Germania. Va ser una de les persones que demanaren indemnització pels danys soferts durant la Germania. L'any 1527 li varen ser abonades per aquest concepte 1392 lliures i 16 sous.